# Konkordanční demokracie
Jako konkordanční demokracie (latinsky concordantia = „shoda“, „svornost“) se označuje typ lidové vlády, jehož cílem je zapojit do politického procesu co největší počet aktérů (strany, sdružení, menšiny, sociální skupiny) a přijímat rozhodnutí dosažením konsensu. V tomto ohledu je konkordanční demokracie podobnou formou konsensuální demokracie, ve které většinová dominance jako rozhodovací mechanismus v politickém systému nehraje ústřední roli. Protipól konkordanční demokracie se označuje jako konkurenční demokracie.
Termín konkordanční demokracie, který se používá především ve vztahu ke švýcarskému politickému systému, zpopularizoval v němčině na konci 60. let jako společenskovědní termín zejména Gerhard Lehmbruch, v angličtině pro podobnou teorii demokracie zavedl Arend Lijphart pojem konsociační demokracie (consociational democracy).
Neexistují žádné čisté formy konkordanční demokracie nebo konkurenční demokracie. V Evropě je politický systém v Lucembursku považován za silně konkordančně demokratický, Švýcarsko, Nizozemsko, Belgie a Rakousko mají nebo měly konkordančně-demokratické rysy (proporční systém spolkových zemí, sociální partnerství). Také politický systém v Německu je považován za hybridní formu konkordanční a konkurenční demokracie. V rámci Německa je Severní Porýní-Vestfálsko považováno za zemi se silnou tradicí konkordanční demokracie.

## Konkordanční demokracie ve Švýcarsku

### Historický vývoj
Vlivný politolog Arend Lijphart ve své studii popsal Švýcarsko jako prototyp konsensuálního demokratického systému. První krok k systému konsensu a konkordance byl učiněn ve Švýcarsku zavedením fakultativního referenda (podpisy iniciované lidové hlasování o zákonech) v roce 1874. Přestože se referendum ukázalo jako hnací síla kompromisu a přispělo důležitou součástí k rozvoji konkordance, o konkordanci nelze v této době ani v následujících 50 letech mluvit. Politika v druhé polovině 19. století bylo charakterizována hegemonií Svobodné demokratické strany. Zpočátku obsadila všechny klíčové úřady a většinové volby jí zajistily absolutní většinu v Národní radě. Referendum bylo nicméně pro konzervativce překvapivě účinným nástrojem, s nímž dosáhli velkého úspěchu v těchto referendových bouřích. V roce 1882 konzervativní protestanti a katolíci zvrátili Schulvogtův záměr. 11. května 1884 došlo ke vzniku čtyřhrbého velblouda, tj. ke čtyřnásobnému referendu proti federální vládě, která byla vnímána jako centralistická, což vedlo k neúspěchu čtyř legislativních záměrů. Přímým důsledkem referenda bylo, že křeslo ve Spolkové radě postupně získaly všechny skupiny schopné iniciovat referendum, nejprve katoličtí konzervativci v roce 1891 - Josef Zemp. Ale i poté bylo k systému konkordance ještě daleko, protože vláda se stále skládala pouze ze zástupců střední třídy. Vzhledem k tomu, že ostatní politické síly, zejména levice, byly stěží integrovány do politického rozhodování, hájily své zájmy lidovými iniciativami und referendendy.
Švýcarsko reagovalo na hrozbu, kterou představuje vzestup fašismu fašismu v Itálii a nacionálního socialismu v Německu, širokou středovou koalicí. Již v roce 1929 byl přijat do Spolkové rady první zástupce  Strany rolnické, živnostenské a měšťanské. Po oddělení od komunistů v letech 1920/21 se sociální demokraté stále více angažovali v buržoazním státě, zejména odmítnutím diktatury proletariátu a závazkem vojenské národní obrany ve stranickém programu z roku 1935. Od té doby nebyli lidé střední třídy třídními nepřáteli, ale respektovanými politickými oponenty. To v roce 1943 umožnilo zvolení prvního sociálně demokratického spolkového rady, kterým se stal Ernst Nobs. Když sociální demokraté získali v roce 1959 druhé křeslo ve Spolkové radě, byla Švýcarská sociálně demokratická strana (SP) plně integrována do politiky a reprezentována dle síly své strany. Od té doby je sedmičlenná Spolková rada dodnes složena dle kouzelné formule, v níž byly zastoupeny nejvýznamnější strany podle své tehdejší váhy: po dvou křeslech získaly FDP, CVP a SP, jedno BGB, předchůdkyně SVP.
Tato doba měla dlouhodobé důsledky pro politickou spolupráci ve federální politice. Období krize kolem režimu plné moci pokořilo strany a ukázalo jim, že ani sjednocený občanský blok, ani středolevá aliance nemohou dosáhnout trvalé většiny. Tento pohled byl podpořen federalismem a přímou demokracií, které kladou velké překážky do cesty jakémukoli většinovému projektu. Do konzultačního procesu byla stále více zapojována větší sdružení. Vyjednávání o kompromisu mělo zabránit organizacím s velkým počtem členů vyvolávat referenda proti zákonům.
Složení Spolkové rady zůstalo nezměněno až do roku 2003. Poté, co měla SVP v roce 1999 poprvé ve Federálním shromáždění více křesel než CVP a v roce 2003 dokonce dosáhla největšího počtu křesel ve Federálním shromáždění, nebyly již strany ve Spolkové radě proporcionálně zastoupeny. Aby se to změnilo, byl 10. prosince 2003 zvolen do Spolkové rady nový člen SVP na úkor CVP, který měl nejméně mandátů ze čtyř stran zastoupených ve Spolkové radě. Vzhledem k tomu, že Zelení dosáhli velkých zisků ve volbách do Národní rady v roce 2019, objevily se výzvy, aby také měli křeslo ve Spolkové radě.

### Charakteristika
Konkordance není ve Švýcarsku – na rozdíl od kupříkladu zohlednění různých částí země – nařízena  jeho ústavou, ale spíše se pomalu vynořovala v průběhu desetiletí díky silné ochraně menšin ve Švýcarsku – rozpoznatelné v zákoně o referendu nebo pravidle o většině kantonů – a dále se rozvíjí v důsledku hrozby uplatnění referenda.
Je-li konkordance uplatňována podle proporcionálního zastoupení, jsou poměrným způsobem zastoupeni všichni poslanci, jejich strany - a především všichni voliči. Bez větších zvratů mohou pokračovat ve své práci před volbami i po nich. Poslanci se tak nemusí neustále odlišovat v koaličně-opozičním vystupování, které je běžné v konkurenčních systémech. Ani nemusí po volbách vytvářet koalice. V parlamentu se téma od tématu tvoří proměnné většiny nebo opozice různého složení. Politický prostor pro jednání stran nebo jejich parlamentních frakcí a jednotlivých poslanců je tedy větší než v konkurenční demokracii, kde stálá parlamentní většina musí podporovat vládu. Každá frakce zastoupená ve vládě je v závislosti na problému jak vládní, tak opoziční frakcí v parlamentu. Postavení parlamentu vůči vládě je silnější než v konkurenční demokracii, protože vláda si nemůže být jistá většinou, ale musí většinu znovu hledat v závislosti na tématu a občas selže.
Ve švýcarské konkordanční demokracii se političtí aktéři snaží vytvořit co největší většinu, integrovat menšiny a zastupovat co nejvíce politických sil. Ústřední charakteristikou konkordanční demokracie je proto neustálé hledání kompromisů. Nejsilněji se to projevuje v organizaci Spolkové rady, která jako Kollegialbehörde řídí osudy země. Její složení výboru se řídí tzv. kouzelnou formulí, která stanoví určitý poměr stran. Ve Švýcarsku také není možné na žádné úrovni rozpustit vládu nebo odvolat jednotlivé členy z funkce prostřednictvím návrhu na vyslovení nedůvěry. Složení Spolkového soudu také do značné míry odpovídá parlamentní rovnováze sil. Federální shromáždění by chtělo tímto zajistit, aby byly úměrně zastoupeny také zde příslušné politické směry.

### Možné problémy a jejich řešení
Ve švýcarské konkordanční demokracii se stává, že kandidátům, kteří nemají většinu, lze při formálním zachování shody zabránit tím, že parlamentní většina zvolí jiné zástupce příslušné strany místo kandidátů navržených stranou.
Ve volbách do Spolkové rady v roce 1993 došlo ke skandálu, když Švýcarská sociální demokracie nominovala političku Christiane Brunner a místo toho byl zvolen Francis Matthey. V důsledku voleb došlo k celonárodním protestům, zejména ze strany žen, takže Matthey se rozhodl mandát nepřijmout. Na jeho místo byla zvolena Ruth Dreifuss.
Ve volbách do Spolkové rady v roce 2007 byla Eveline Widmer-Schlumpf jako «explozivní kandidátka» za Švýcarskou lidovou stranu SVP zvolena namísto úřadujícího spolkového rady Blochera, prostřednictvím strategie vedené členkou Národní rady Andreou Hämmerle, zastupující Sociálně demokratickou stranu Švýcarska v kantonu Graubünden; Widmer-Schlumpf volbu přijala proti vůli vedení své strany SVP i svého poslaneckého klubu. SVP následně vyloučila z účasti v poslanecké frakci svého již znovuzvoleného spolkového radu Samuel Schmid i Widmer-Schlumpf (kteří následně přestoupili do nově založené Občanské demokratické strany Švýcarska - BDP) a oznámila «odchod do opozice», dokud nebudou do Spolkové rady zvoleni dva kandidáti nominovaní stranou SVP. Zatímco samotný parlamentní klub SVP a mnoho komentátorů v zahraničí to hodnotili jako kolaps konkordančního systému, švýcarští poslanci všech ostatních stran spatřovali v nové konstelaci konkordanci zachovanou a dokonce i posílenou z hlediska obsahu.
Ani uvnitř SVP nebyl přechod do opozice radikálnějšího curyšského a východního švýcarského křídla nesporný – umírněnější SVP strany kantonů Bern a Graubünden stály po boku „svých“ místně velmi oblíbených spolkových radů, a úřadující kantonální vládní radové SVP, kteří byli integrováni do kantonálních konkordančních systémů, se stavěli k radikální opoziční politice velmi skepticky. V důsledku toho místní sekce požadovaly, aby byli úřadující spolkoví radové SVP znovu přijati do parlamentní skupiny, zatímco jiní požadovali jejich vyloučení ze strany. 1. června 2008 ústřední rada SVP Švýcarsko vyloučila SVP Graubünden, včetně spolkové radní Eveline Widmer-Schlumpfové, která byla součástí kantonální sekce. Ona a další umírněnější politici SVP pak založili BDP.
Ve volbách do Spolkové rady v roce 2008 byl jako náhrada za odstoupivšího Samuel Schmid zvolen dlouholetý prezident SVP Ueli Maurer, což SVP přivedlo zpět do vlády a ukončilo její opozici.
Ve volbách do Spolkové rady 2011, kde mimo jiné v centru pozornosti byla otázka znovuzvolení Eveline Widmer-Schlumpfové, se stal pojem konkordance předmětem široké škály výkladů. Protože v parlamentních volbách do Národní rady na podzim 2011 kromě BDP také Zelení liberálové (GLP) jako další středová strana vstoupila do Národní rady, zástupci CVP, BDP a GLP si nárokovali toto křeslo BDP jako své sdílené křeslo a požadovali, aby FDP, která ztratila ve volbách značný počet hlasů, vzdala svého druhého křesla ve Spolkové radě ve prospěch SVP, což SVP a FDP odmítly.

## Srovnání s konkurenční demokracií
Rozdíl mezi konkurenční a konkordantní demokracií zkoumal politolog Arend Lijphart ve své studii „Patterns of Democracy“. Přitom stanovil deset kritérií, která charakterizují konkordanční resp. většinovou demokracii. Ve svém dalším výzkumu tyto dva ideální typy postavil do protikladu a zjistil, že konkordanční demokracie není o nic méně účinná, zato je reprezentativnější než většinová demokracie. Zdá se tedy, že klasifikuje konkordanční demokracii jako nadřazenou demokracii většinové. Za zmínku také stojí rozdíl mezi konsensem a konkordancí. Konsensuální demokracie  usiluje o dělbu moci, zatímco konkordanční demokracie to vyžaduje a stanoví, že jsou přitom brány v úvahu zájmy všech důležitých skupin.
Termín konsensuální demokracie je často ztotožňován s konkordanční demokracií. Zkoumáme-li interakci politických sil, hovoříme spíše o konkordanční demokracii (protimodelem je zde konkurenční demokracie). Pokud je naopak jako rozlišovacím znak zvolena cesta formování názorů, používají se termíny konsensuální demokracie a většinová demokracie.